# Iglesia del Palacio Ahrensburg

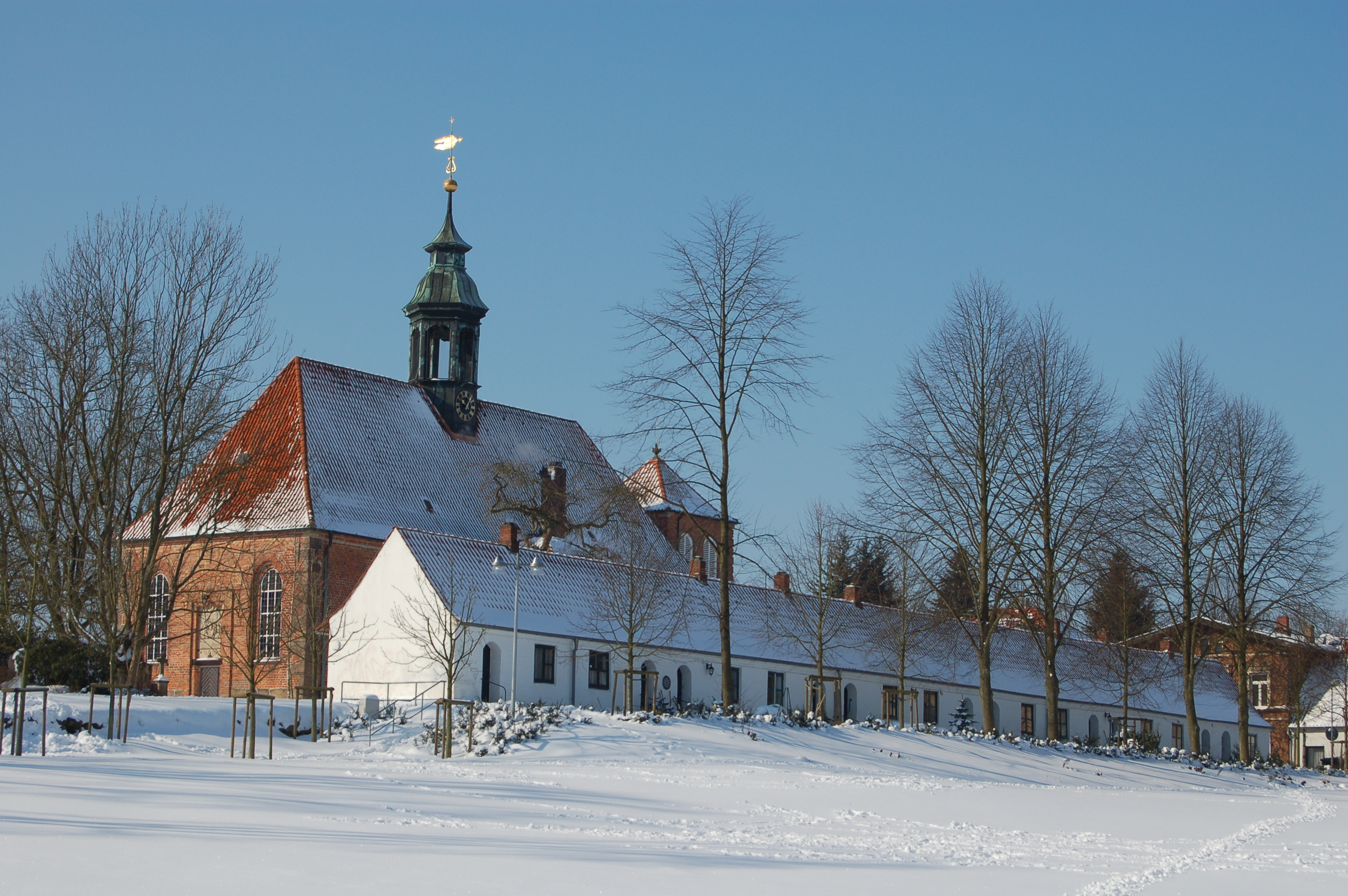
Iglesia del Palacio con Gottesbuden

La Schlosskirche Ahrensburg es un edificio catalogado en la plaza del mercado de Ahrensburg .
La iglesia fue construida alrededor de 1595 al mismo tiempo que el Palacio de Ahrensburg . El sencillo edificio de ladrillo posgótico consta de una larga sala rectangular. Entre las vigas del techo, que son invisibles desde abajo, se estiró un artesonado de pequeños paneles de nervaduras cruzadas. Alrededor de 1716, bajo Detlev Rantzau, la iglesia fue decorada con ricos muebles barrocos. Aún se conserva la mesa del altar y partes de la sillería de la época de la construcción.

## Mobiliario
El órgano de la Iglesia del Castillo fue construido en 1640 por Friedrich Stellwagen y restaurado en 1969 por la empresa de construcción de órganos Marcussen (Dinamarca). El instrumento de cofre deslizante tiene 21 registros en 2 manuales y pedal. Las acciones de tocar y registrar son mecánicas.

## Casetas de Dios
Las Casetas de Dios fueron construidos entre 1594 y 1596. Se trata de dos casas adosadas bajas con apartamentos pobres.

## Enlaces web
- Página Web de la comunidad

- Datos: Q2244585
- Multimedia: Schlosskirche Ahrensburg / Q2244585